# Мичиаки Такахаши
Мичиаки Такахаши (на японски: 高橋 理明, Takahashi Michiaki) е японски вирусолог, известен най-вече със създаването на първата ваксина срещу варицела (ваксината Oka). Тя представлява отслабена жива ваксина, произведена от вируса причинител на варицелата – Human alphaherpesvirus 3.

## Биография
Такахаши е роден на 17 февруари 1928 г. в Осака, Япония. Завършва медицина в Осакския университет през 1954, където след това специализира вирусология на поксвирусите (Poxviridae) до 1959 г.

### Разработване на ваксината
В периода 1963 – 1965 г. изучава аденовирусите в Медицинския колеж Бейлор, Хюстън и генетика на бактериофагите в Университета „Темпъл“, Филаделфия. Докато е в Хюстън, синът му Теруюки прекарва тежко болестта варицела, след като я прихваща от приятел, с когото е играл. Тогава Такахаши решава, че трябва да използва знанията си, за да разработи ваксина за варицела.
Такахаши се връща в Япония през 1965 г. и през следващите пет години успява да разработи първата версия на ваксината. За целта Такахаши изолира вируса от дете на име Ока, заболяло от варицела. След продължително инвитро обработване в тъканни култури на хора и морски свинчета той успява да получи отслабен имуногенен щам на вируса. По-късно Merck и GlaxoSmithKline създават собствени ваксини, изхождайки от същия Oka щам.
През 1972 г. Такахаши започва клинични изпитания и след няколко години Япония и някои други държави започват широкомащабни ваксинационни програми. Базирана на Oka ваксина срещу варицела е одобрена в САЩ през 1995 г. Проучване, проведено по-късно, показва, че много по-малко деца заболяват от варицела след ваксинация с една доза, а тези, които все пак се разболяват, я прекарват много по-леко. Сред ваксинираните с две дози няма заболели.
Мичиаки Такахаши умира от сърдечна недостатъчност на 16 декември 2013 г. в Суита, префектура Осака на 85-годишна възраст.